# Camponotus incensus
Camponotus incensus är en myrart som beskrevs av Wheeler 1932. Camponotus incensus ingår i släktet hästmyror, och familjen myror. Inga underarter finns listade.